# Brotsch

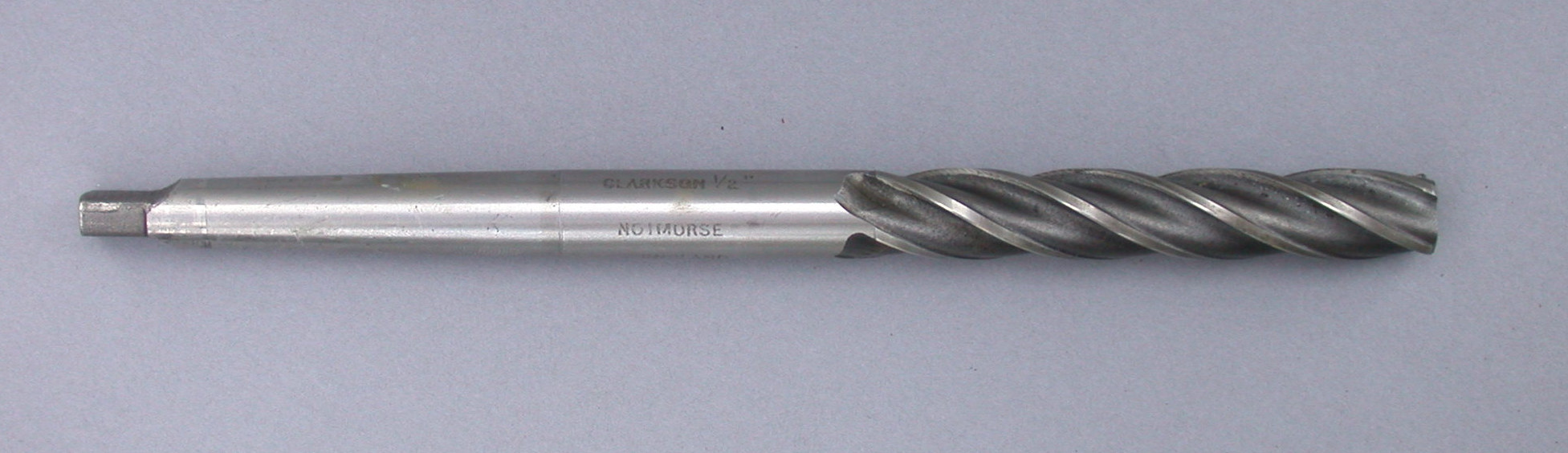
Brotsch

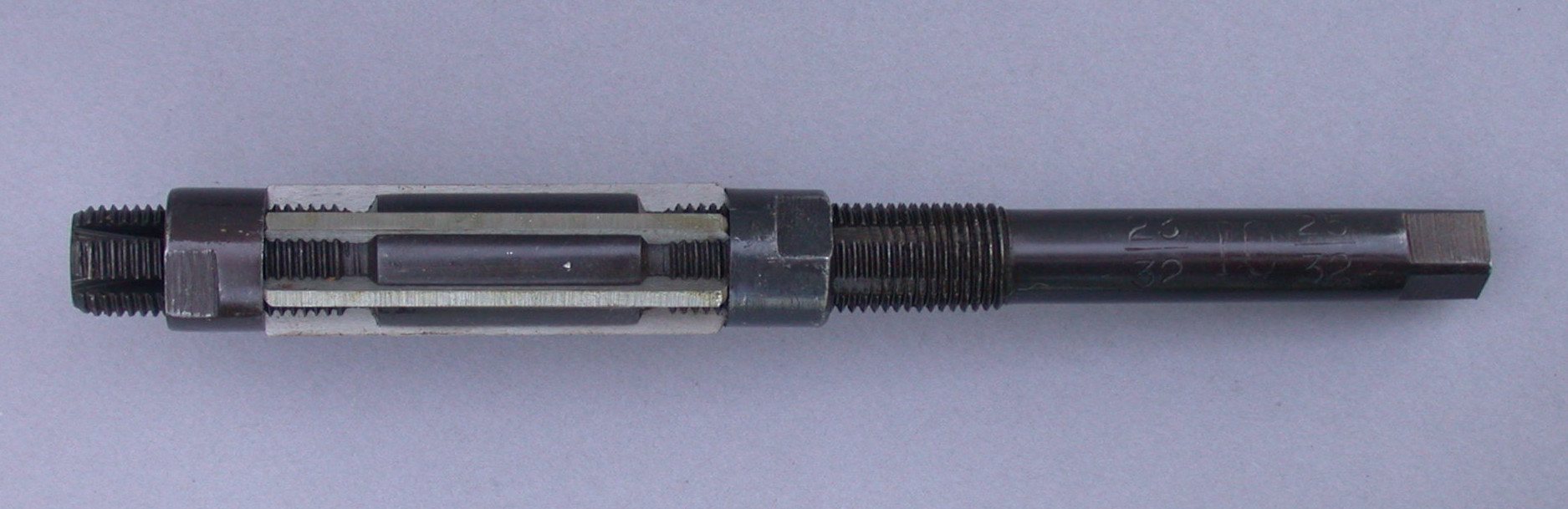
Justerbar brotsch

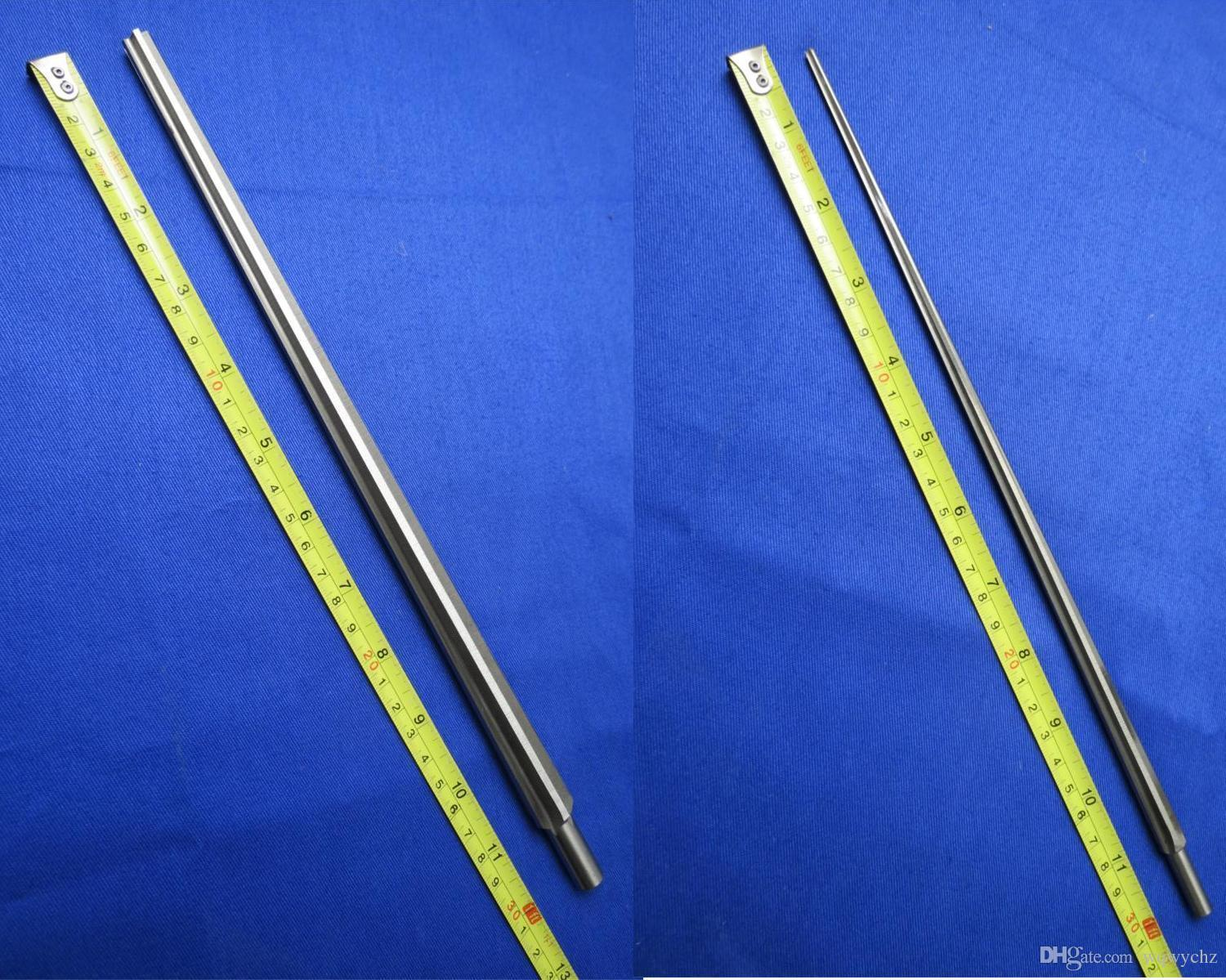
Brotsch för träblås-instrument typ Oboe.

Brotsch är ett borrliknande skärande verktyg. Brotschen används för att upprymma ett borrat hål som skall hålla ett mycket exakt mått med mycket bra yta. Brotschen är till exempel toleranssatt 60H7 där 60 är hålets diameter i millimeter och H7 anger inom vilken tolerans hålet får vara, i detta fall 30μm (μ = miljondel ⇒ miljondels meter = mikrometer) vilket betyder att hålet får vara mellan 60,000 och 60,030 millimeter i diameter.
Ordet "brotsch" finns belagt i svenskan sedan 1881.